# Carinascincus metallicus
Carinascincus metallicus — вид сцинкоподібних ящірок родини сцинкових (Scincidae). Ендемік Австралії.

## Поширення і екологія
Carinascincus metallicus мешкають на південному сході штату Вікторія, на Тасманії та на островах Бассової протоки. Вони живуть у вологих і сухих склерофітних лісах, на прибережних дюнах, в рідколіссях, на пустищах та серед скельних виступів, трапляються поблизу людських поселень. Живородні.